# 张氏宗祠 (芜湖)
张氏宗祠或称南陵丫山张氏宗祠，位于安徽省芜湖市南陵县何湾镇龙山村，地处南陵县与铜陵市交界的低山丛岭中。始建于明代，重建于清代中晚期。视为南陵县境内“硕果仅存”的宗祠。
因丫山张氏是外来家族，为避免与当地大族孙氏冲突，故将宗祠选址于山区。宁国府赐匾额“本立堂”以示表扬。抗日战争时期曾做为临时军事指挥部。1949年后作为住宅居住。文化大革命期间，丫山张氏族人集资两千元，从地方政府手中购回张氏宗祠，使之得以留存。至2000年代，宗祠已年久失修，几近废弃。2008年，在第三次全国文物普查中被发现。次年，列入第三次全国文物普查重要发现。后公布为南陵县文物保护单位。2012年12月，列入第七批安徽省文物保护单位。2014年，南陵县人民政府对张氏宗祠进行修缮，次年完工。